# Sport-Verein Wilhelmshaven Germania 1905
Lo Sport-Verein Wilhelmshaven Germania 1905 e.V., meglio conosciuto come Wilhelmshaven, è una società di calcio tedesca, con sede a Wilhelmshaven.

## Storia
Il club venne fondato nel 1905 come FC Comet per poi cambiare nome in FC Deutschland Wilhelmshaven nel corso dello stesso anno. Nel 1912 assorbe il Heppenser BSV.
Nel 1924 si fonde con il VfB Wilhemshaven, divenendo Wilhelmshavener SV 1906.

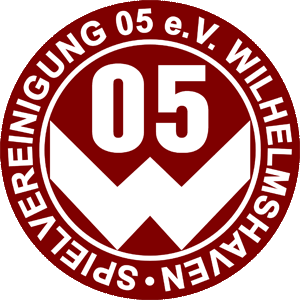
Stemma del SpVgg Wilhelmshaven

Nel 1939 si fonde con il VfL 1905 Rüstringen, divenendo SpVgg 1905 Wilhelmshaven: a seguito di questa fusione inizia per il club il periodo di maggior prestigio e successo, che durerà sino al termine della seconda guerra mondiale. 
Nella stagione 1942-1943 raggiunge la fase nazionale del campionato tedesco, da cui sarà eliminato agli ottavi di finale dallo Schalke 04.
Nella Tschammerpokal 1943 è eliminato al primo turno dai futuri finalisti del LSV Amburgo.
La stagione seguente raggiunge nuovamente la fase nazionale del campionato tedesco, da cui sarà eliminato agli ottavi di finale dai futuri finalisti del LSV Amburgo.
Nel 1945, terminata il conflitto mondiale con la sconfitta delle potenze dell'Asse, come tutte le società tedesche viene sciolta dagli occupanti alleati per essere ricostituita solo nel 1952.
La squadra tornata in attività non riesce più a tornare ad alti livelli, rimanendo a militare nei campionati inferiori, senza mai superare la terza serie. 
Nel 1972 si fonde con il TSV Germania 1905 Wilhelmshaven, divenendo SV 1972 Wilhelmshaven.
Nel 1992 il club viene rinominato SV Wilhelmshaven '92, nome che accorcerà in SV Wilhelmshaven l'anno seguente.
Ultima stagione disputate in terza serie fu la Fußball-Regionalliga 2000-2001, che pur avendo ottenuto il decimo posto finale, fu retrocesso per non aver presentato in tempo alcuni documenti per l'iscrizione al campionato successivo.

## Strutture

### Stadio

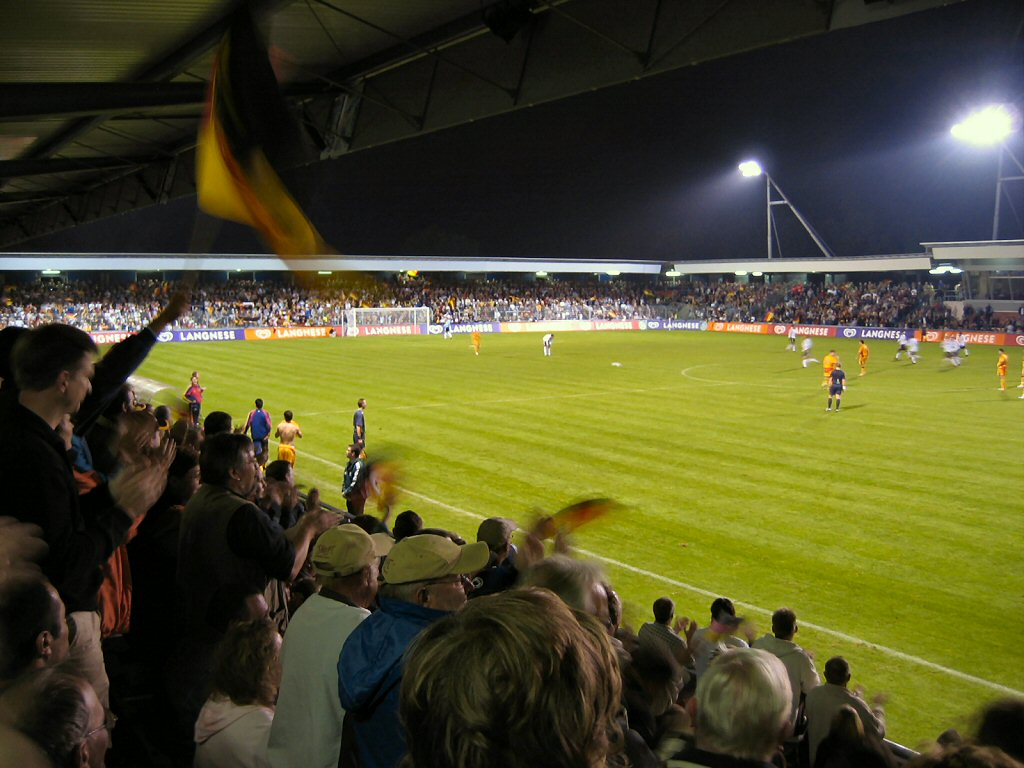
Il Jadestadion durante un incontro.

La squadra dal 1999 gioca nel Jadestadion, impianto costato 6,6 milioni di euro ed inaugurato proprio quell'anno a Wilhelmshaven. Durante la seconda guerra mondiale, periodo coincidente con quello di maggior prestigio del club, il SpVgg Wilhelmshaven 1905 giocò al Marine-sportplatz Fortfikations-straße, impianto da 10.000 posti.